# Chelmon à bec médiocre
Chelmon rostratus
Espèce
Statut de conservation UICN

 LC  : Préoccupation mineure
Chelmon à bec médiocre (Chelmon rostratus) est une espèce de poissons de la famille des Chaetodontidés, originaire des récifs de l'océan Pacifique et Indien.
Ce poisson-papillon est l'une des trois espèces du genre Chelmon, tous connus pour leur long museau pointu.

## Description
Ces poissons-papillons sont facilement identifiables grâce à leur rayures jaune-orange et leur long museau tubulaire. Ils ont aussi une ocelle noire sur la nageoire dorsale qui ressemble à un œil et sert à échapper aux prédateurs. Les juvéniles sont similaires aux adultes. Ils peuvent, adultes, atteindre jusqu'à 20 cm de longueur. Ils se nourrissent des parasites qui infestent le corps des autres poissons et d'invertébrés. Ils extraient aussi des vers et de petits animaux des fissures et crevasses des récifs coralliens et les dévorent.
Il peut être distingué de Chelmon marginalis par sa livrée de couleur et le nombre de rayons de sa nageoire dorsale.

## Habitat
On le trouve de 1 à 25 mètres de profondeur, seul ou en couple, formant des paires monogames au cours de la reproduction. Ils vivent généralement dans les récifs coralliens ou les rivages rocheux, mais aussi dans les estuaires et les récifs de limon. Cette espèce est ovipare et territoriale.

## Aquariophilie
Rappelons que les poissons du genre Chelmon et plus particulièrement l'espèce C. rostratus (celle qui est le plus souvent proposée à la vente), bien que très attrayants, ne devraient jamais être achetés par des aquariophiles débutants, en raison de leur régime alimentaire très difficile à satisfaire en captivité (vers et divers animalcules vivants). Certains individus s'adaptent, la majorité maigrit inexorablement et meurt de faim en quelques semaines.